# 1951 год в кино

## Фильмы

### Мировое кино
- «Адрес неизвестен» / Sans laisser d'adresse, Франция (реж. Жан-Поль ле Шануа);
- «Алая Роза» / La Rose rouge, Франция (реж. Марчелло Пальеро);
- «Американец в Париже» / An American In Paris, США (реж. Винсент Миннелли);
- «Африканская королева» / The African Queen, США (реж. Джон Хьюстон);
- «Биби Фрикотен» / Bibi Fricotin, Франция (реж. Марсель Блистен);
- «Бонифаций-сомнамбула» / Boniface somnambule, Франция (реж. Морис Лабро);
- «Бродяга» / Awara, Индия (реж. Радж Капур);
- «Великий Карузо» / The Great Caruso, США (реж. Ричард Торп);
- «День схватки» / Day of the Fight, США (реж. Стэнли Кубрик);
- «День, когда остановилась Земля» / The Day The Earth Stood Still, США (реж. Роберт Уайз);
- «Индюк» / Le Dindon, Франция (реж. Клод Барма);
- «Летняя интерлюдия» / Sommarlek, Швеция (реж. Ингмар Бергман);
- «Летящий падре» / Flying Padre, документальный, США (реж. Стэнли Кубрик);
- «М» / M, США (реж. Джозеф Лоузи);
- «Маленький дивиденд отца» / Father's Little Dividend, США (реж. Винсент Миннелли);
- «Место под солнцем» / A Place in the Sun, США (реж. Джордж Стивенс);
- «Незнакомцы в поезде» / Strangers on a Train, США (реж. Альфред Хичкок);
- «Нечто» / The Thing from Another World, США (реж. Говард Хоукс);
- «Отрава» / La Poison, Франция (реж. Саша Гитри);
- «Полицейские и воры» / Guardie e ladri, Италия (реж. Стено и Марио Моничелли);
- «Река» / The River, Индия, Франция, США (реж. Жан Ренуар);
- «Самая красивая» / Bellissima, Италия (реж. Лукино Висконти);
- «Тото и короли Рима» / Toto e i re di Roma, Италия (реж. Стено и Марио Моничелли);
- «Трамвай «Желание»» / A Streetcar Named Desire, США (реж. Элиа Казан);
- «Туз в рукаве» / Ace in the Hole, США (реж. Билли Уайлдер);
- «Фрёкен Юлия» / Fröken Julie, Швеция (реж. Альф Шёберг);
- «Чудо в Милане» / Miracolo a Milano, Италия (реж. Витторио Де Сика).

### Советское кино

#### ФильмыГрузинской ССР
- «Весна в Сакене», (реж. Нико Санишвили).

#### ФильмыРСФСР
- «В степи», (реж. Борис Бунеев и А. Ульянцев);
- «Донецкие шахтёры», (реж. Леонид Луков);
- «Незабываемый 1919-й», (реж. Михаил Чиаурели);
- «Правда — хорошо, а счастье лучше», (реж. Сергей Алексеев) — первый советский фильм-спектакль;
- «Сельский врач», (реж. Сергей Герасимов);
- «Большой концерт» — Юрий Фёдорович, дирижёр на репетиции.

## Лидеры проката в СССР
- «Незабываемый 1919 год», («Мосфильм», реж. Михаил Чиаурели) — 31,6 млн зрителей.
- «Правда — хорошо, а счастье лучше», («К/с им. М. Горького», реж. Сергей Алексеев) — 22,7 млн зрителей.
- «Спортивная честь», («Мосфильм», реж. Владимир Петров) — 20,3 млн зрителей.
- «Донецкие шахтёры», («К/с им. М. Горького», реж. Леонид Луков) — 18,9 млн зрителей.
- «Тарас Шевченко», («Киевская к/с», реж. Игорь Савченко) — 18,4 млн зрителей.

## Персоналии

### Родились
- 17 марта — Курт Рассел, американский актёр, сценарист и продюсер.
- 26 марта — Алексей Булдаков, советский и российский актёр театра и кино.
- 19 июля — Абель Феррара, американский кинорежиссёр, клипмейкер.
- 24 июля — Наталья Белохвостикова, советская и российская актриса театра и кино.
- 8 августа — Мамору Осии, японский кинорежиссёр, сценарист, аниме-режиссёр.
- 19 августа — Владимир Конкин, советский и российский актёр театра и кино.
- 31 августа — Алексей Учитель, советский и российский кинорежиссёр.
- 5 сентября — Майкл Китон, американский киноактёр.
- 17 сентября — Кассандра Петерсон, американская актриса, наиболее известная по образу Эльвиры — Повелительницы Тьмы в кино и на телевидении.
- 25 сентября — Марк Хэмилл, американский актёр, (Звёздные войны. Эпизод IV: Новая надежда).
- 2 октября — Стинг, английский рок-музыкант и актёр.
- 6 октября — Ирина Шевчук, советская и российская актриса кино.
- 10 ноября — Виктор Сухоруков, советский и российский актёр театра и кино.

### Скончались
- 12 мая — Василий Ванин, советский актёр театра и кино, трижды лауреат Сталинской премии, Народный артист СССР.
- 5 ноября — Борис Борозанов, болгарский актёр, сценарист, театральный и кинорежиссёр.